# O (álbum de Damien Rice)
O é o álbum de estreia do cantor e compositor irlandês Damien Rice. A faixa "The Blower's Daughter", incluída na trilha sonora do filme Closer (filme), tornou o cantor conhecido em todo o mundo.

## Faixas
Todas as faixas escritas e compostas por Damien Rice. 
| CD             |                            |         |  |
| N.º            | Título                     | Duração |  |
| 1.             | "Delicate"                 | 5:12    |  |
| 2.             | "Volcano"                  | 4:38    |  |
| 3.             | "The Blower's Daughter"    | 4:44    |  |
| 4.             | "Cannonball"               | 5:10    |  |
| 5.             | "Older Chests"             | 4:46    |  |
| 6.             | "Amie"                     | 4:36    |  |
| 7.             | "Cheers Darlin'"           | 5:50    |  |
| 8.             | "Cold Water"               | 4:59    |  |
| 9.             | "I Remember"               | 5:31    |  |
| 10.            | "Eskimo" (faixa escondida) | 15:57   |  |
| Duração total: | Duração total:             | 61:27   |  |

| Críticas profissionais                                                      | Críticas profissionais |
| Avaliações da crítica                                                       | Avaliações da crítica  |
| Fonte                                                                       | Avaliação              |
| --------------------------------------------------------------------------- | ---------------------- |
| AllMusic                                                                    | [ 4 ]                  |
| The Guardian                                                                | [ 5 ]                  |
| Pitchfork Media                                                             | (5.4/10)               |
| Q                                                                           | 4 de 5 estrelas.       |
| Rolling Stone                                                               | [ 7 ]                  |
| Sputnikmusic                                                                | [ 8 ]                  |
| Esta tabela precisa de ser acompanhada por texto em prosa. Consulte o guia. |                        |